# Singingfish
Singingfishは、米国・シアトルの会社。インターネット上にアップローダーのサイトを持ち、その広告費で経営をしている。

## 来歴
- 1999年に設立
- 2003年にAOL社に買収される

## 特徴
- YouTubeやstage6のような映像のアップローダーと違い、MP3などの音楽ファイルが中心であった。しかし、AOL社が買収した後は映像にも重点を置くようになった。